# Генріх фон Пріттвіц унд Гаффрон
Генріх Константін фон Пріттвіц унд Гаффрон (нім. Heinrich Constantin von Prittwitz und Gaffron; 4 вересня 1889 — 10 квітня 1941) — німецький воєначальник, генерал-лейтенант вермахту.

## Біографія
Представник знатного сілезького роду. Син прусського адмірала Курта фон Пріттвіца унд Гаффрона і його дружини Луїзи, уродженої фон Шенберг.
В серпні 1908 року вступив Прусську армію. Учасник Першої світової війни. Після демобілізації армії залишений в рейхсвері. З 10 листопада 1938 року — командир 2-ї танкової бригади 2-ї танкової дивізії. Учасник Польської і Французької кампаній. З 1 жовтня 1940 року — командир 14-ї, з 22 березня 1941 року — 15-ї танкової дивізії. Учасник Африканської кампанії. 10 квітня 1941 року, під час інспекційної поїздки на передову, в автомобіль Пріттвіца влучив британський протитанковий снаряд. Пріттвіц і водій загинули.

## Звання
- Фанен-юнкер (серпень 1908)
- Фенріх (19 листопада 1908)
- Лейтенант (19 серпня 1909) — патент від 17 серпня 1907 року.
- Оберлейтенант (27 січня 1915)
- Ротмістр (18 грудня 1916)
- Майор (1 лютого 1930)
- Оберстлейтенант (1 квітня 1934)
- Оберст (1 січня 1936)
- Генерал-майор (1 жовтня 1939)
- Генерал-лейтенант (квітень 1941; посмертно)

## Нагороди
- Залізний хрест 2-го і 1-го класу
- Хрест «За вірну службу» (Шаумбург-Ліппе)
- Галліполійська зірка (Османська імперія)
- Орден Святого Йоанна (Бранденбург), лицар справедливості
- Почесний хрест ветерана війни з мечами
- Медаль «За вислугу років у Вермахті» 4-го, 3-го, 2-го і 1-го класу (25 років)
- Застібка до Залізного хреста 2-го і 1-го класу
- Нагрудний знак «За танкову атаку» в сріблі (1939)
- Срібна медаль «За військову доблесть» (Італія) (1941; посмертно) — нагороджений Італо Гарібольді.